# Кузня Уть
«Кузня Уть» — советский немой чёрно-белый фильм 1928 года режиссёра Евгения Петрова. Фильм не сохранился.
Сценарий фильма написан на основе опубликованного в газете «Правда» одноимённого фельетона Ф. Федоровича.
Киновед И. Н. Гращенкова указывала, что в этом фильме режиссёр «явно старался работать на злобу дня», показывая борьбу с бюрократами.

## Сюжет
Сельсовет села Уть подаёт в райисполком заявление с просьбой о ссуде на ремонт ветхой кузницы. Но инициатива селян наталкивается на чиновничий бюрократизм: начинается бумажная волокита — врид. зав. техотделом Пичужкин требует собрать кучу бумаг, а затем в село приезжает чиновник, который занимается постановкой здания кузницы на учёт по всем правилам…

В фельетонных тонах была показана «деятельность» инструктора, присланного в деревню на обследование «объекта». Тот так долго его осматривал, обмеривал, «ставил не учёт», что в момент его отъезда кузня с комическим эффектом рушилась, точно карточный домик.— киновед И. Н. Гращенкова — Киноантропология XX/20. — М., 2014
Только благодаря вмешательству селькорки Тани и активным действиям председателя сельсовета Ковальчука, дошедшего до председателя райисполкома, бюрократическая возня прекращается, и ходатайство сельсовета о ссуде удовлетворяется — отпускается лес на постройку новой кузницы.

## В ролях
- Татьяна Гурецкая — Таня, местный селькор
- Фёдор Славский — отец Тани, секретарь сельсовета
- Яков Задыхин — Сеня, старший кузнец
- Николай Яблоков — младший кузнец
- Фёдор Михайлов — Ковальчук, председатель сельсовета
- И. Русаков — председатель райисполкома
- В. Николаев — секретарь технического отдела
- Сергей Ланговой — Пичужкин, врид. зав. техотдела